# Ghiacciaio Sheehan
Il ghiacciaio Sheehan è un ripido ghiacciaio ricco di crepacci, situato sulla costa di Oates, nella regione nord-occidentale della Dipendenza di Ross, in Antartide. In particolare, il ghiacciaio, il cui punto più alto si trova a circa 800 m s.l.m., ha origine nella parte occidentale della dorsale degli Esploratori, nella zona centrale dei monti Bowers, e da qui fluisce verso sud-ovest scorrendo lungo il versante occidentale dei picchi Gary, fino ad unire il proprio flusso a quello del ghiacciaio Rennick a sud del ghiacciaio Alvarez.

## Storia
Il ghiacciaio Sheehan è stato così battezzato dal reparto settentrionale della Spedizione neozelandese di ricognizione geologica in Antartide svolta nel 1963-64, in onore di Maurice Sheehan, assistente di campo della suddetta spedizione ed esploratore di stanza alla base di ricerca Scott nel 1963.